# メーガン・バーンズ
メーガン・バーンズ（Megan Burns、2000年4月9日 - ）は、アイルランドの女子ラグビー選手。

## プロフィール
- アイルランド・タラモア出身[1]。
- ポジションはナンバーエイト(No8)。
- 身長 168cm、体重 61kg

## 略歴
2024年、パリ五輪の7人制女子アイルランド代表に選ばれた。